# Шеймъс
Стефан О'Фаръуей (на английски: Stíofán Ó Fearailhaile), е ирландски кечист и актьор, работещ при Световната федерация по кеч в бранда „Първична сила“, по познат на ринга като Шеймъс или „Келтският войн“. Той е два пъти Шампион на Федерацията, Шампион на Съединените щати, Световен шампион в тежка категория, Спечелил е кралското меле за 2012 г. И „Крал на ринга“ за 2010 година. Играл е във филмите „Апокалипто“, „Три пресечки“ и „Щурмуването на тъмнината“.

## Ранна кариера
Шеймъс започва кариерата си като кечист в „Ирландската Кеч Академия“. Там се представя на високо ниво и скоро става звездата на шоуто. Печели „Интерконтиненталната титла в тежка категория“ на академията два пъти, като побеждава изтъкнати кечисти, от години занимаващи се с този бизнес. През 2006 година се премества в FCW, и още в дебютния си мач побеждава бившият шампион Браян Кели. Започва дълга вражда с отбора на Хейд Вансен и Джейк Хагър, които му попречват да спечели титлата на FCW, която завършва с мач за отборните титли на федерацията, в който Шеймъс и неговият партньор Ник Немет печелят.
След няколко месеца борба, Шеймъс най-накрая успява да получи мач за Титлата на FCW, като я печели от своя бивш враг Джейк Хагър. Задържа я почти половин година, когато е победен от Ерик Ескобар.

## Кариера в Световната федерация по кеч
За кратко е преместен в шоуто „Разбиване“ на wwe, където обаче губи мач срещу Трите Х. После обаче той побеждава няколко пъти Джейми Нобъл. Въпреки това мениджърът на „Разбиване“ го изпраща в подфедерацията на WWE – ECW. Там той променя стила си. Започва да проявява повече агресивност в мачовете си и да изтезава противниците си. Побеждава легенди като Крисчън, а също и новаци като Джак Фукльото и Шелтън Бенджамин. Прочува се с прякора „Келтският войн“.
Но след около година ECW е закрита, и на нейно място е решено да се излъчва реалити-шоуто WWE NXT (Следващото поколение). Всички звезди са разпределени в един или друг от двата водещи бранда: Първична сила (RAW) и Разбиване (Smackdown). Крисчън, Езикиел Джаксън и други са сложени в Разбиване, докато Шеймъс, Фукльото и Бенджамин – в Първична сила.
Първият му и дебютен мач е пак срещу Джейми Нобъл. Шеймъс отново го побеждава успешно. После той има вражда с него, като го пребива няколко пъти и в един жесток финален мач го принуждава да се оттегли заради нанесените му наранявания.
По-късно Шеймъс е преместен отново в Smackdown и на Кеч мания 28 става Световен шампион в тежка категория побеждавайки Даниел Брайън за 18 секунди използвайки ритник помпа. След това има вражда с Даниел Брайън имат много мачове за световната титла накрая на Екстремни Правила се води мач 2 от 3 туша и е заложена световната титла Шеймъс отново победи Даниел Брайън и остана световен шампион. След кечистите:Ренди Ортън, Алберто Дел Рио и Долф Зиглър се опитват да вземат титлата на Шеймъс, но не успешно. След време Грамадата искал да се бие срещу Шеймъс за титлата. Този мач щяло да бъде в адската клетка. Грамадата успял да победи Шеймъс и станал новият шампион в тежка категория.

### Завръщане и шампион на Щатите
Шеймъс се завърна на турнира „Кралски грохот“ 2014 в мача кралско меле, но неуспешно той бе метнат над въжетата от Роман Рейнс и бе елиминиран. Получи мач в елиминационната клетка където бяха още 5-мъже, Джон Сина, Даниел Брайън, Крисчън, Антонио Сезаро, и Световния шампион на федерацията Ренди Ортън, Шеймъс издържа в клетката 26-минути, но Крисчън му направи жабешко цъмбурване от върха на капсулата и го елиминира. На турнира Кеч Мания 30. Шеймъс е включен в кралската битка за Купата на Андре Гиганта, но Алберто Дел Рио го метна над въжетата и го елиминира. След турнира Екстремни правила 2014 той е отново включен в кралска битка между 20-мъже там титлата на щатите бе заложена на карта, на края на мача останаха единствено двама оцелели, Шеймъс и носителият на титлата на щатите Дийн Амброуз, шеймъс направи Ритник Помпа на Амброуз метна го над горното въже и стана за 2-ри път шампион на щатите в своята кариера.

### В кеча
- Завършващи и ключови хватки
- Ритник-Помпа
- Келтски Кръст
- Белият шум (White Noise)
- Тексаска Детелина
- Таран
- Гърботрошач „Ирландско проклятие“ (Backbreaker „Irish curse“)
- Саблен удар със засилка (Short-arm clothesline)
- Вертикален суплекс (Vertical suplex)
- Бавен вратотрошач (Swinging neckbreaker)
- Удар с коляно
- Бял Шум

### Прякори
- Келтският войн
- Голямата Бяла Акула
- Дружето

### Титли и постижения
- Florida Championship Wrestling
  - Флоридски шампион в тежка категория на FCW (1 път)
- Irish Whip Wrestling
  - Интернационален шампион в тежка категория на IWW (2 пъти)
- Pro Wrestling IIIstrated
  - PWI 500 го класира на No. 5 от топ 500 кечисти през 2012
- Rolling Stone
  - Сладка патица на годината (2015)
- World Wrestling Entertaiment/WWE
  - Шампион на WWE (3 пъти)
  - Световен шампион в тежка категория (1 път)
  - Шампион на Съединените щати на WWE (2 пъти)
  - Отборен шампион на Първична сила на WWE (5 пъти) – със Сезаро
  - Крал на ринга (2010)
  - Г-н Договора в Куфарчето (2015)
  - Кралски грохот (2012)
  - Награди слами (4 пъти)
    - Бягство от звездата на годината (2009)
    - Фешън на силата на годината (2012) – Предоставяне на „Бял шум“ на Грамадата
    - Изключително постижение в прилика на куклите (2011)
    - Суперзвезда / Дива, най-нуждаещи се от грим (2010)
- Wrestling Observer Newsletter
  - Най-подобрен (2010)